# سفید کلمی
با سفید کلمی بزرگ اشتباه نشود.

پروانه سفید کلمی (نام علمی: Pieris canidia) از گونه‌هایی است که در سال ۱۷۶۸ توصیف علمی شد. زیستگاه این پروانه در کشمیر، پاکستان و هند می‌باشد. این گونه زیرمجموعه تیره کاهی‌بالان است.

## ظاهر
در جنس نر، بال‌ها سفید به رنگ کرم رنگ پریده است. قاعده بال جلو و حاشیه فوقانی همراه با پراکندگی فلس های سیاه و سفید می‌باشد.

## نگارخانه

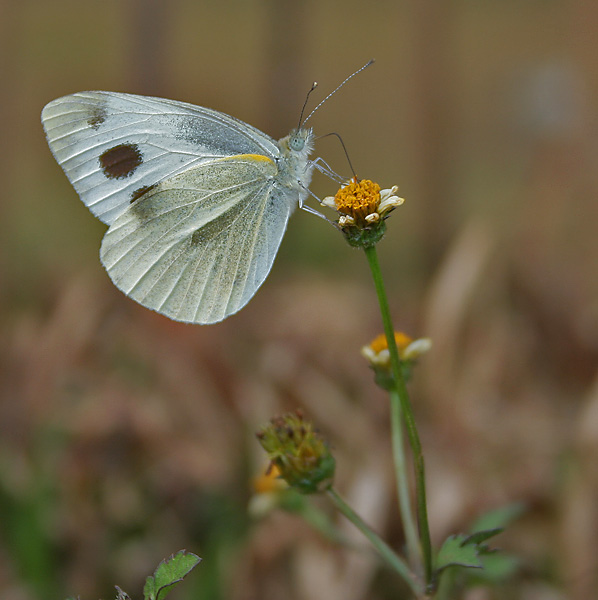
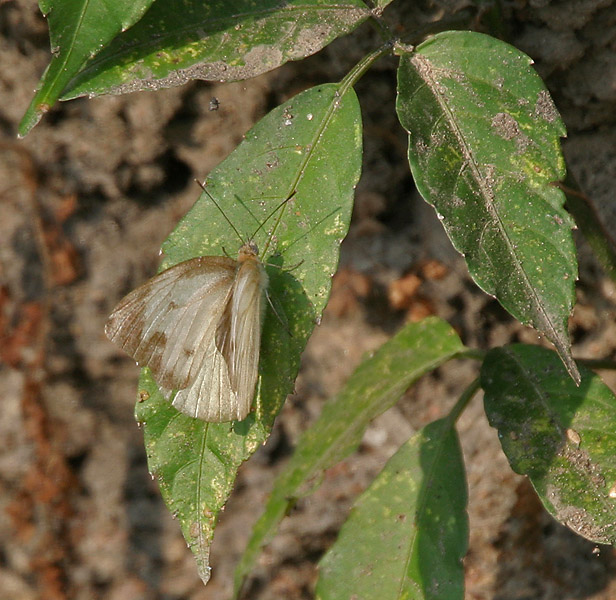
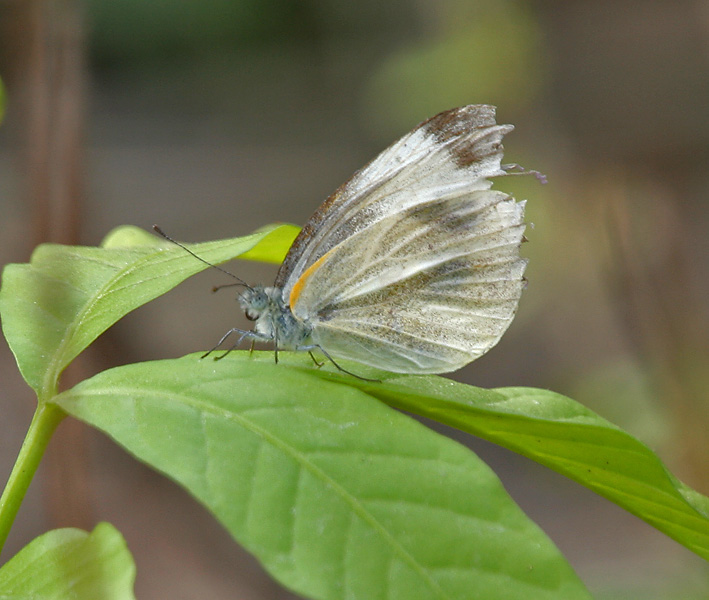
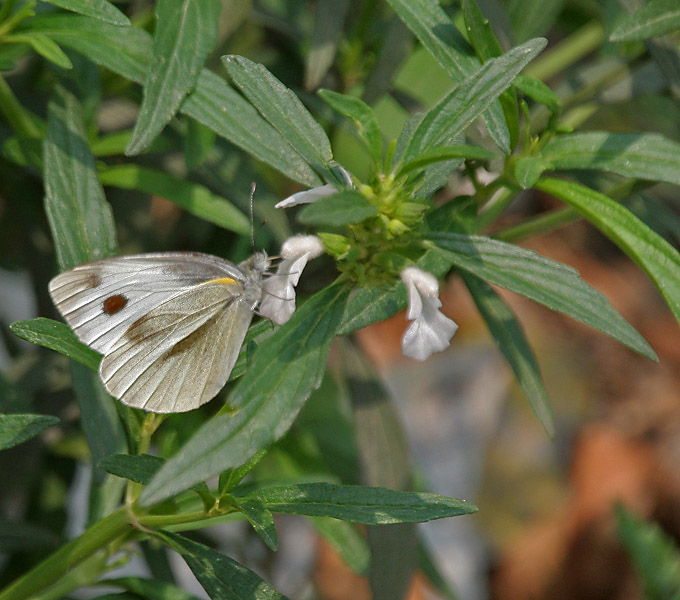